# Sampolo
Sampolo es una comuna y población de Francia, en la región de Córcega, departamento de Córcega del Sur.
Su población en el censo de 1999 era de 49 habitantes.

## Demografía
| 148 | 154 | 136 | 82 | 49 | 52 |
| Para los censos de 1962 a 1999 la población legal corresponde a la población sin duplicidades (Fuente: INSEE [Consultar]) |     |     |    |    |    |

- Datos: Q545786
- Multimedia: Sampolo / Q545786

1. ↑  Worldpostalcodes.org, código postal n.º 20134.
2. ↑  INSEE, Datos de población para el año 2012 de Sampolo (en francés).